# Monastero di San Benedetto (Rio de Janeiro)
Il monastero di San Benedetto (in portoghese: Mosteiro de São Bento) fu fondato nel 1590 e si trova nel centro di Rio de Janeiro. Si tratta di uno dei monasteri più antichi del Brasile e di uno dei principali monumenti dell'epoca coloniale. 

## Storia
I lavori di costruzione del monastero di San Benedetto ebbero inizio nel 1633 sulla base di un progetto del 1617, e importanti modifiche e ampliamenti furono realizzate alla fine del XVII secolo. Il monastero è ancora attivo come tale. Al suo fianco sorge una delle istituzioni educative più importanti e antiche del Brasile: il Colégio de São Bento, fondato nel 1858. Il monastero ospita anche la Facoltà di São Bento, con corsi di filosofia e teologia, entrambi riconosciuti dal Ministero dell'Educazione. Il corso di teologia è affiliato al Pontificio Ateneo Sant'Anselmo, di Roma.

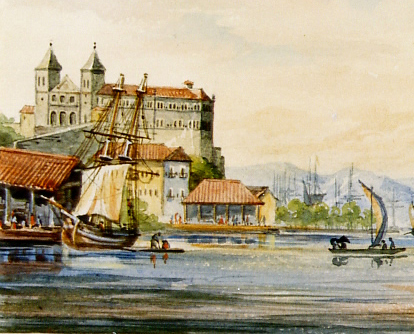
Dettaglio di una pittura del 1841 del francese Jules de Sinety, raffigurante il porto di Rio e il monastero di San Benedetto sull'omonimo colle

La storia del monastero cominciò nel 1586, quando fu dotato, dal nobile Manoel de Brito e da suo figlio Diogo de Brito de Lacerda, che sono sepolti dentro la chiesa del monastero con un vasto terreno al centro della città, ceduto ai monaci benedettini  Pedro Ferraz e João Porcalho. L'appezzamento comprendeva tutto il colle di São Bento. All'epoca, i monaci risiedevano, in un "ospizio" a fianco dell'eremo di Nostra Signora della Concezione, che era stato costruito da Aleixo Manuel sull'attuale Morro da Conceição, a fianco del Morro de São Bento.
Per questo motivo il monastero adottò allora come patrona Nostra Signora della Concezione. Nel 1596, una decisione della Giunta generale della Congregazione portoghese ordinò che tutti i monasteri benedettini del Brasile dovessero avere come patrono San Benedetto. Il monastero aggiunse allora il nome di "San Benedetto" alla sua denominazione. Nel 1602, l'allora "Monastero di San Benedetto di Nostra Signora della Concezione" mutò la sua denominazione in "Monastero di Nostra Signora di Montserrat", come omaggio a una devozione del governatore della Capitania di Rio de Janeiro, don Francisco de Souza. Le risorse finanziarie necessarie per la costruzione dell'attuale complesso provenivano dalla rendita ottenuta con la produzione della canna da zucchero nelle innumerevoli proprietà che i monaci avevano ricevuto in dono, site nell'interno della Capitania di Rio de Janeiro, specialmente nelle zone di Nova Iguaçu e di Campos dos Goytacazes.
Il lavoro manuale di costruzione del monastero fu eseguito da schiavi. Le pietre utilizzate come materia prima erano provenienti dal Morro da Viúva, nell'attuale quartiere di Flamengo. I progetti del nuovo edificio furono disegnati nel 1617 dall'ingegnere militare portoghese Francisco Frias de Mesquita, secondo l'estetica manierista denominata "stile chão", allora in voga in Portogallo. I lavori di costruzione della chiesa ebbero inizio nel 1633, dal presbiterio e, quando era abate fra Francisco da Madalena, nel 1651, proseguirono speditamente per terminare approssimativamente nel 1671. Il progetto originale fu modificato, durante la costruzione, dall'architetto fra Bernardo de São Bento Correia de Souza e la chiesa passò da una a tre navate. Il monastero annesso alla chiesa fu terminato solo nel 1755, con la costruzione del chiostro, progettato dall'ingegnere militare José Fernandes Pinto Alpoim.

## Descrizione
La facciata risale al progetto originale manierista, con un corpo centrale con tre archi d'ingresso e un frontone triangolare. L'ingresso è affiancato da due torri coronate da pinnacoli piramidali. Passando gli archi di ingresso si incontra una galilea con azulejos e portoni in ferro del XIX secolo.

### Interno

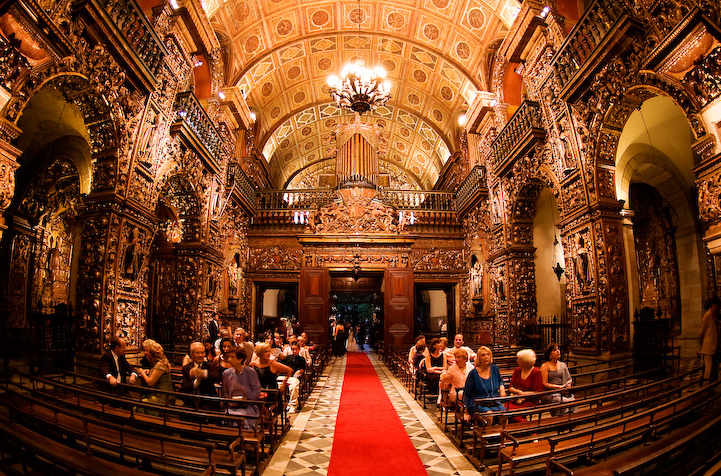
Interno

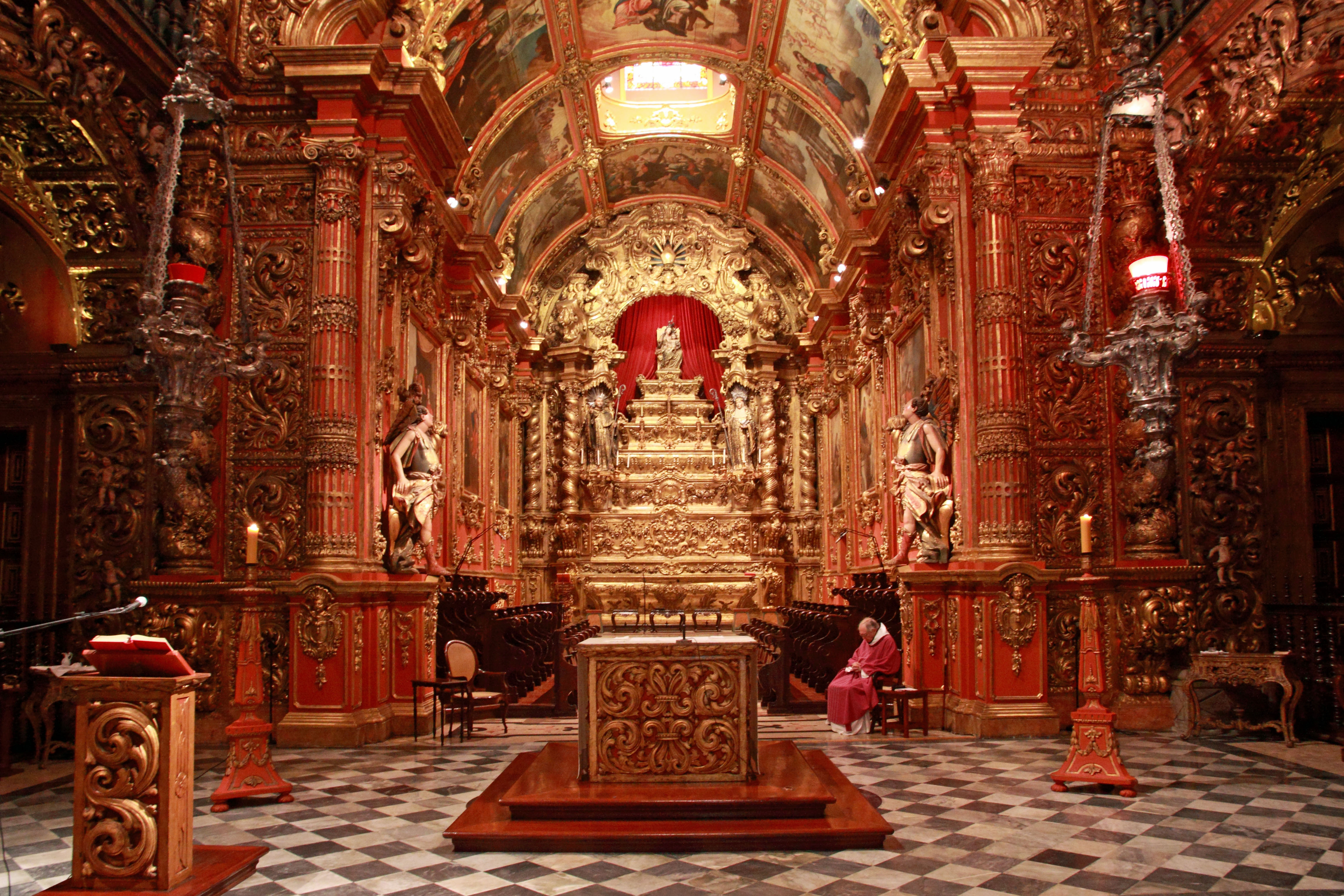
Presbiterio

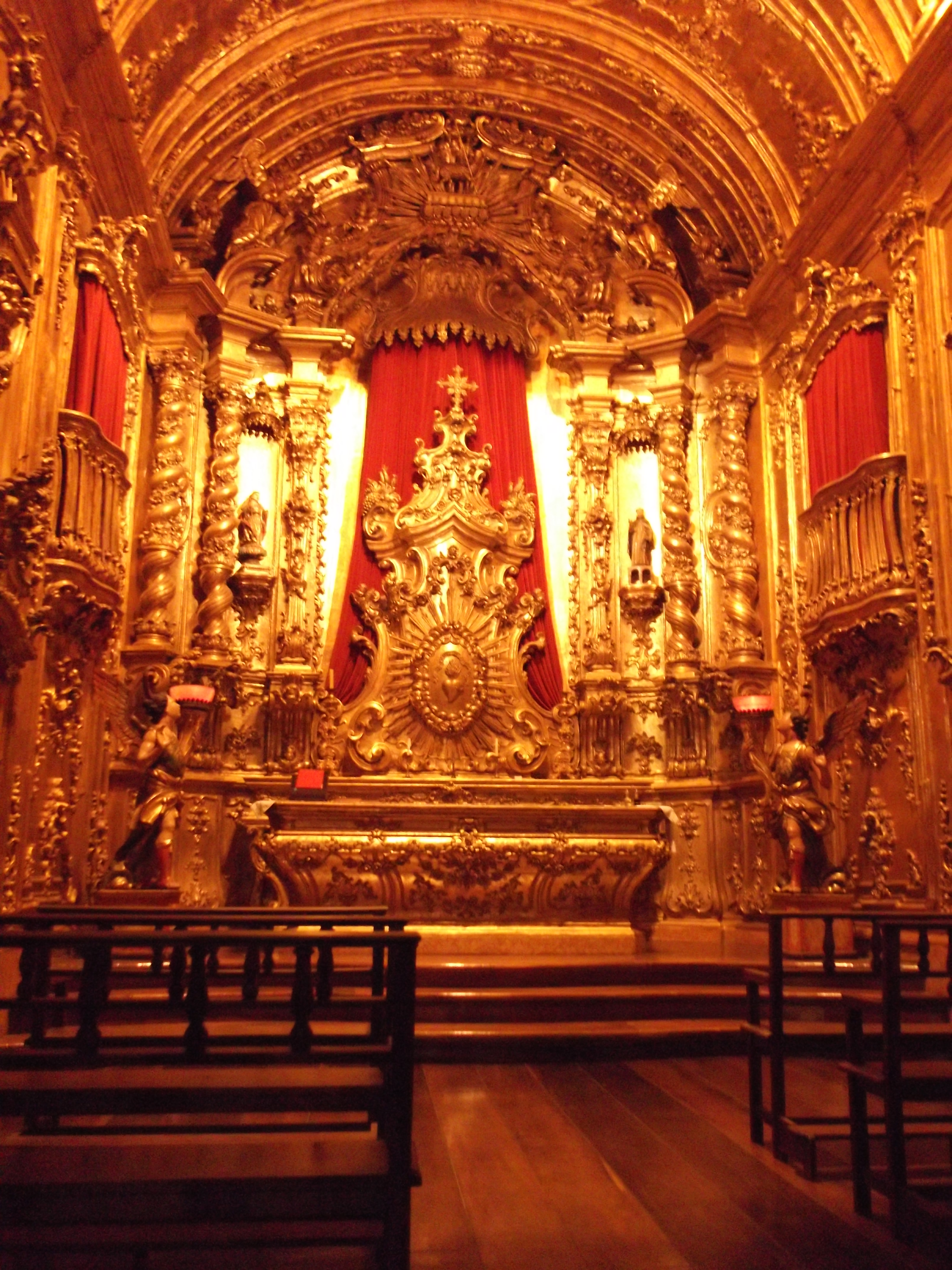
Cappella del Santissimo

L'interno della chiesa è ricchissimo, interamente rivestito di talha dourada che va dallo stile barocco della fine del XVII scolo al rococò della seconda metà del XVIII secolo. Il primo scultore attivo nella chiesa fu il monaco portoghese Frei Domingos da Conceição (c. 1643 - 1718) che disegnò e scolpì parte degli intagli della navata e quelli del presbiterio, che poi furono sostituiti. Sue sono le magnifiche statue di San Benedetto e di Santa Scolastica e, nel presbiterio, quella di Nostra Signora di Montserrat (titolare della chiesa). A partire dal 1714, il suo progetto fu continuato dagli intagliatori Alexandre Machado Pereira, Simão da Cunha e José da Conceição e Silva, che realizzarono la maggior parte della decorazione della navata e varie immagini.
Fra il 1789 e il 1800, lavorò nella chiesa uno dei grandi scultori del rococò di Rio de Janeiro, Inácio Ferreira Pinto. Maestro Inácio rifece il presbiterio (1787 - 1794), preservando dettagli preesistenti, come le tele con le vite dei santi benedettini, dipinte tra il 1676 e il 1684 dal monaco tedesco Frei Ricardo do Pilar. Anche la bella cappella rococò del Santissimo Sacramento (1795 - 1800) è opera do maestro Inácio. I lampadari del presbiterio furono progettati e realizzati dal 1781 al 1783 da Mestre Valentim. La sagrestia del monastero ospita l'opera prima del pittore Frei Ricardo, una tela che rappresenta il Signore dei Martirii, dipinta nel 1690 circa.
Dentro la chiesa vi sono sette cappelle laterali: la cappella di Nostra Signora della Concezione, la cappella di San Lorenzo, la cappella di Santa Gertrude, la cappella di San Biagio, la cappella di San Gaetano, la cappella di Nostra Signora del Pilar e la cappella di Santo Amaro.
L'organo fu ricostruito nel XX secolo da Guilherme Berner.